# João Carreira Bom
João Carreira Bom (Vila Nova de São Bento, c. 1944 – 31 de janeiro de 2002) foi um jornalista, cronista e contista português.[carece de fontes?]
Publicou livros de contos como Subgente: contos (1965) e alguns anos depois O comendador do curso comercial. Foi cronista do Diário de Notícias e também participou de redações de O Século, Expresso e da revista Sábado. Foi fundador, juntamente com José Mário Costa, do website Ciberdúvidas da Língua Portuguesa.
Em 1970 foi-lhe atribuído o Prémio João Pereira da Rosa de reportagem, em conjunto com outros jornalistas de O Século. Em 1981 foi-lhe atribuída a menção especial do júri do Prémio Cabannes, pela Agência France Presse, na categoria de Melhor Reportagem Internacional do Ano. Em 1993 venceu o Prémio Gazeta da Crónica.